# Ali Sowe
Ali Sowe, né le 14 juin 1994 à Banjul, est un footballeur international gambien. Il évolue au poste d'attaquant au Çaykur Rizespor.

## Carrière
Ali Sowe est prêté successivement à la Juve Stabia, au Delfino Pescara, à l'US Latina, au Modena FC et à l'US Lecce.
Il débute en sélection gambienne le 10 août 2011 lors d'un match amical contre la République démocratique du Congo.
Le 1 juillet 2021, le FK Rostov lève l'option d'achat de 3 millions d'euros pour obtenir Ali Sowe définitivement. Il signe un contrat de 4 ans soit jusqu'en 2025.

## Statistiques
| Saison                | Club                   | Championnat           | Championnat | Championnat | Coupe(s) nationale(s) | Coupe(s) nationale(s) | Total | Total |
| Saison                | Club                   | Division              | M.          | B.          | M.                    | B.                    | M.    | B.    |
| 2012-2013             | Chievo Vérone          | Serie A               | 2           | 0           | -                     | -                     | 2     | 0     |
| 2013-2014             | Juve Stabia (prêt)     | Serie B               | 35          | 5           | 1                     | 0                     | 36    | 5     |
| 2014-2015             | Delfino Pescara (prêt) | Serie B               | 8           | 0           | 1                     | 0                     | 9     | 0     |
| 2014-2015             | US Latina (prêt)       | Serie B               | 13          | 0           | -                     | -                     | 13    | 0     |
| 2015-2016             | Modène FC (prêt)       | Serie B               | 8           | 0           | -                     | -                     | 8     | 0     |
| 2015-2016             | US Lecce (prêt)        | Lega Pro              | 7+2         | 1+0         | -                     | -                     | 9     | 1     |
| Total sur la carrière | Total sur la carrière  | Total sur la carrière | 75          | 6           | 2                     | 0                     | 77    | 6     |

## Palmarès
- Championnat d'Albanie : 2018